# Schwebheim

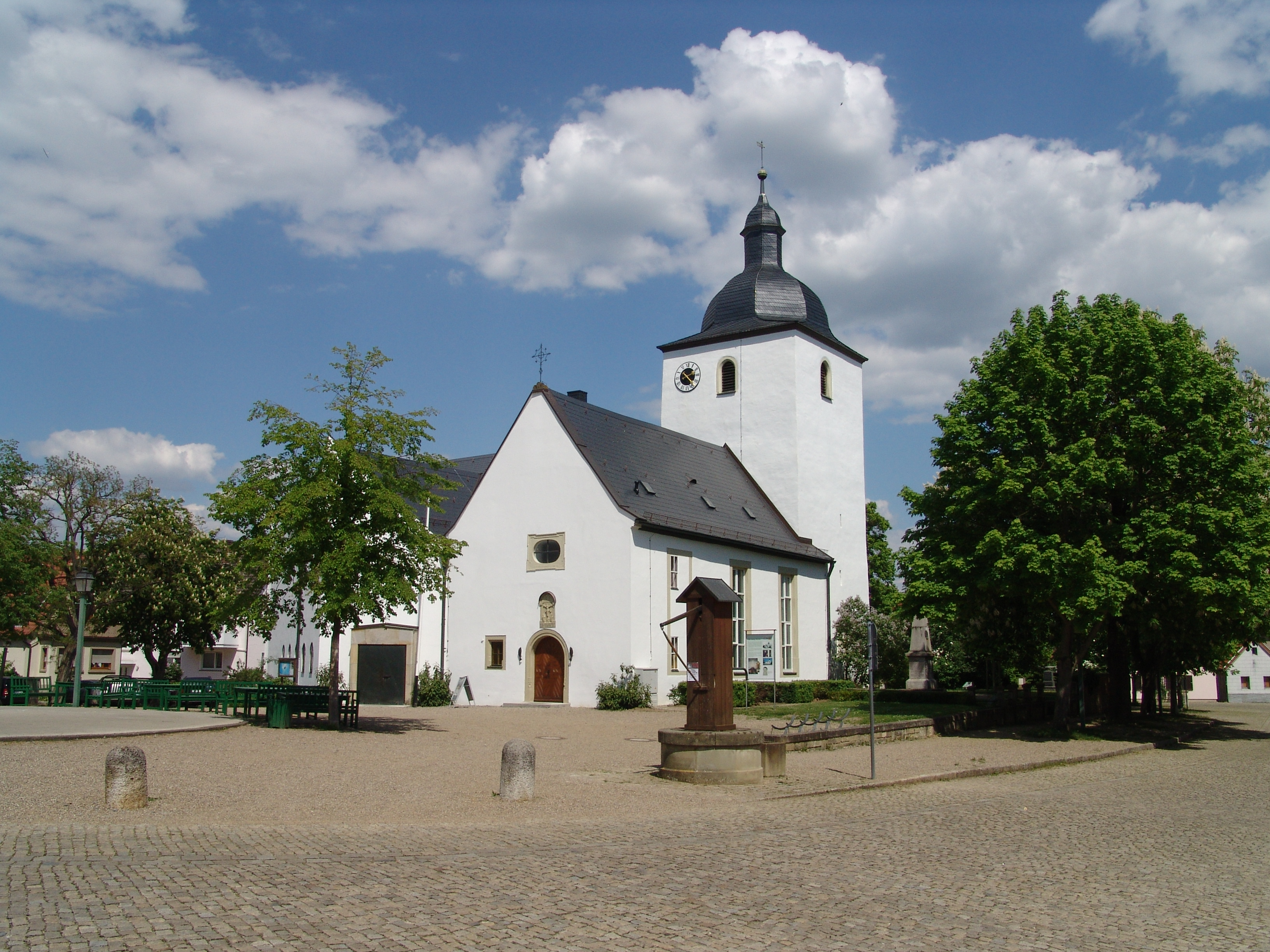
Auferstehungskirche am Plan

Schwebheim (ostfränkisch bzw. schweinfurterisch: Schwaam) ist eine Gemeinde im unterfränkischen Landkreis Schweinfurt und liegt ca. sechs Kilometer südlich von Schweinfurt. Schwebheim war ein reichsritterliches Dorf und wird wegen des Kräuteranbaus das Apothekergärtlein Frankens genannt. Der Ort entwickelte sich zu einem bevorzugten Schweinfurter Wohnvorort mit starkem Einwohnerwachstum und zum Straßendorf, mit einer Nord-Süd-Ausdehnung von 3,1 Kilometern. Außer dem Hauptort gibt es keine weiteren Gemeindeteile.

## Geografie

### Lage
Schwebheim liegt unweit südlich des Mains, im hier brettflachen Schweinfurter Becken, am Südrand des Schwebheimer Waldes. Der Unkenbach teilt das Dorf in eine südliche Hälfte, mit dem historischen Ortskern und eine nördliche, mit einer großen Neubausiedlung (Aschenhof), die infolge von Rodung entstand und von drei Seiten vom Schwebheimer Wald umgeben wird.

### Nachbargemeinden
Nachbargemeinden sind (von Norden beginnend im Uhrzeigersinn): Gochsheim, Grettstadt, Kolitzheim, Röthlein und Grafenrheinfeld.

### Klima
Schwebheim liegt in der sommerwarmen, wintermilden und niederschlagsarmen Schweinfurter Trockenplatte (Schweinfurter Becken). Der Ort hat eine mittlere Jahrestemperatur von ca. 9,0 Grad Celsius. Die mittlere Niederschlagsmenge beträgt ca. 500 mm.

## Geschichte

### Mittelalter

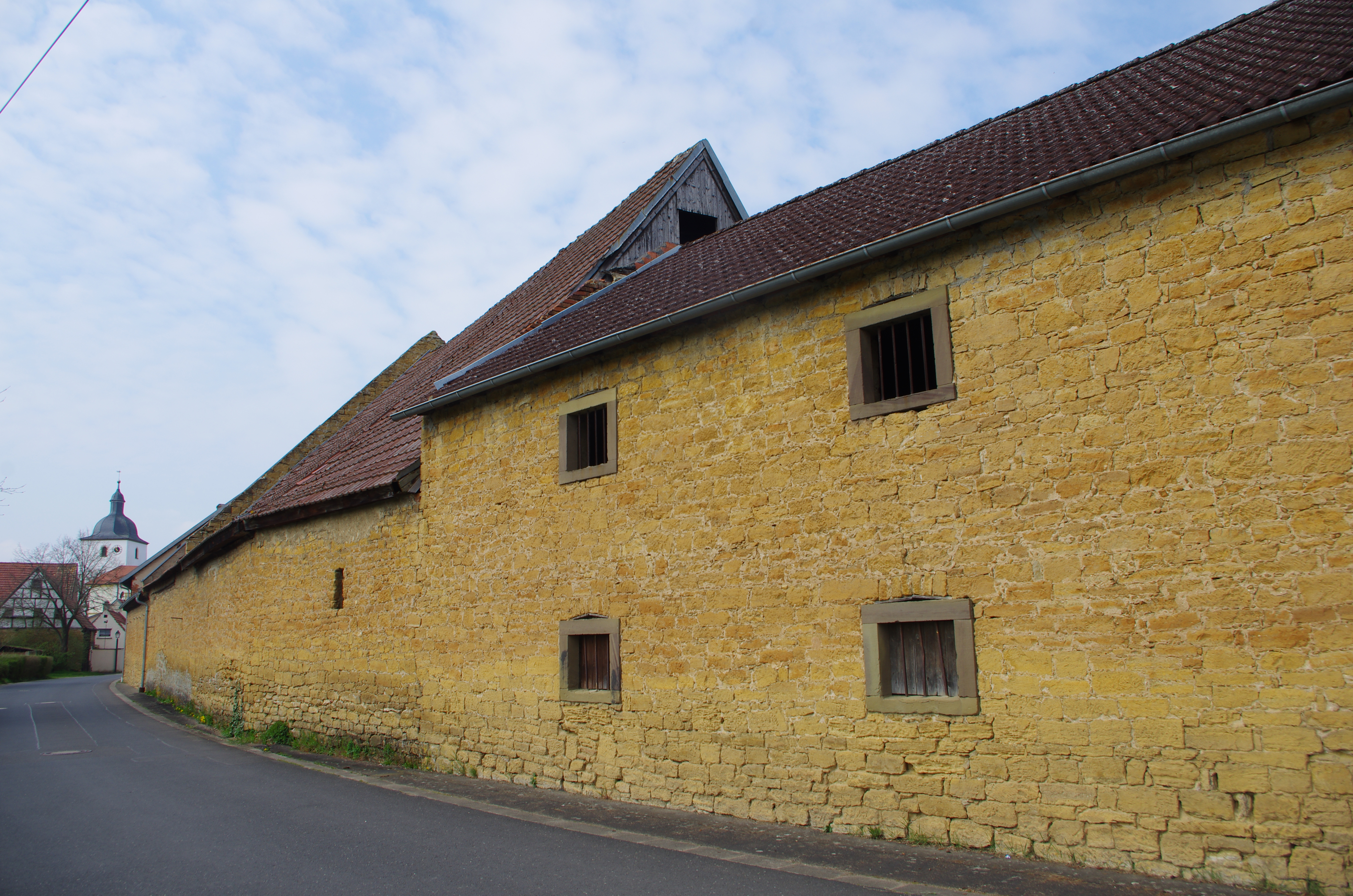
Neue Gasse

Schwebheim wurde 1094 als „Suebheim“ erstmals schriftlich erwähnt. In einer Schenkungsurkunde wird der Ort als Besitz der Tochter des letzten Schweinfurter Markgrafen dem Benediktinerkloster Theres übereignet. Im 14. Jahrhundert war der Ort im Besitz der Grafen von Castell, die den Ort 1384 als Lehen an die Ritter von Wenkheim gaben.
Um 1440 ließ Balthasar von Wenkheim zu Schwanberg das Wasserschloss Schwebheim erbauen. 1484 stifteten die Wenkheimer die erste Kapelle im Ort. Als die Lehenshoheit des Ortes 1456 an die Grafen von Henneberg überging, blieben die Wenkheimer die Dorfherren. Schon 1513 musste Jobst von Wenkheim hochverschuldet seinen gesamten Besitz an den bischöflichen Amtmann von Haßfurt, Wilhelm von Bibra, verkaufen. 1517 erbte Hans von Bibra, Bruder des Fürstbischofs Lorenz von Bibra, Würzburger Rat sowie Amtmann in Münnerstadt und auf der Karlsburg, Ort und Wasserschloss Schwebheim.

### Frühe Neuzeit
Als 1525 der Deutsche Bauernkrieg ausbrach, überrannten am 5. und 6. Mai der vereinigte und ca. 8000 Mann starke Heidenfelder und Gerolzhöfer Bauernhaufen den Ort und das damals gut befestigte Schloss, plünderten und brannten es bis auf ein Gebäude nieder. Ihr Besitzer war nicht im Ort; er musste zu gleicher Zeit im Dienst des Nachfolgers seines Bruders Fürstbischof Konrad II. von Thüngen die Feste Marienburg gegen die aufrührerischen Bauern verteidigen. Schon um 1526 wurde das Schloss auf den Wenkheimer Resten neu aufgebaut.
| |                                                                                    |
| \| Reichsstadt Schweinfurt (evang.) Reichsdörfer (evang.) Reichsritterschaften (evang.) \| Grafen von Schönborn (kath.) Deutscher Orden (Brönnhof) Hochstift Würzburg (kath.) \| |                                                                                    |
| Reichsstadt Schweinfurt (evang.) Reichsdörfer (evang.) Reichsritterschaften (evang.)                                                                                             | Grafen von Schönborn (kath.) Deutscher Orden (Brönnhof) Hochstift Würzburg (kath.) |

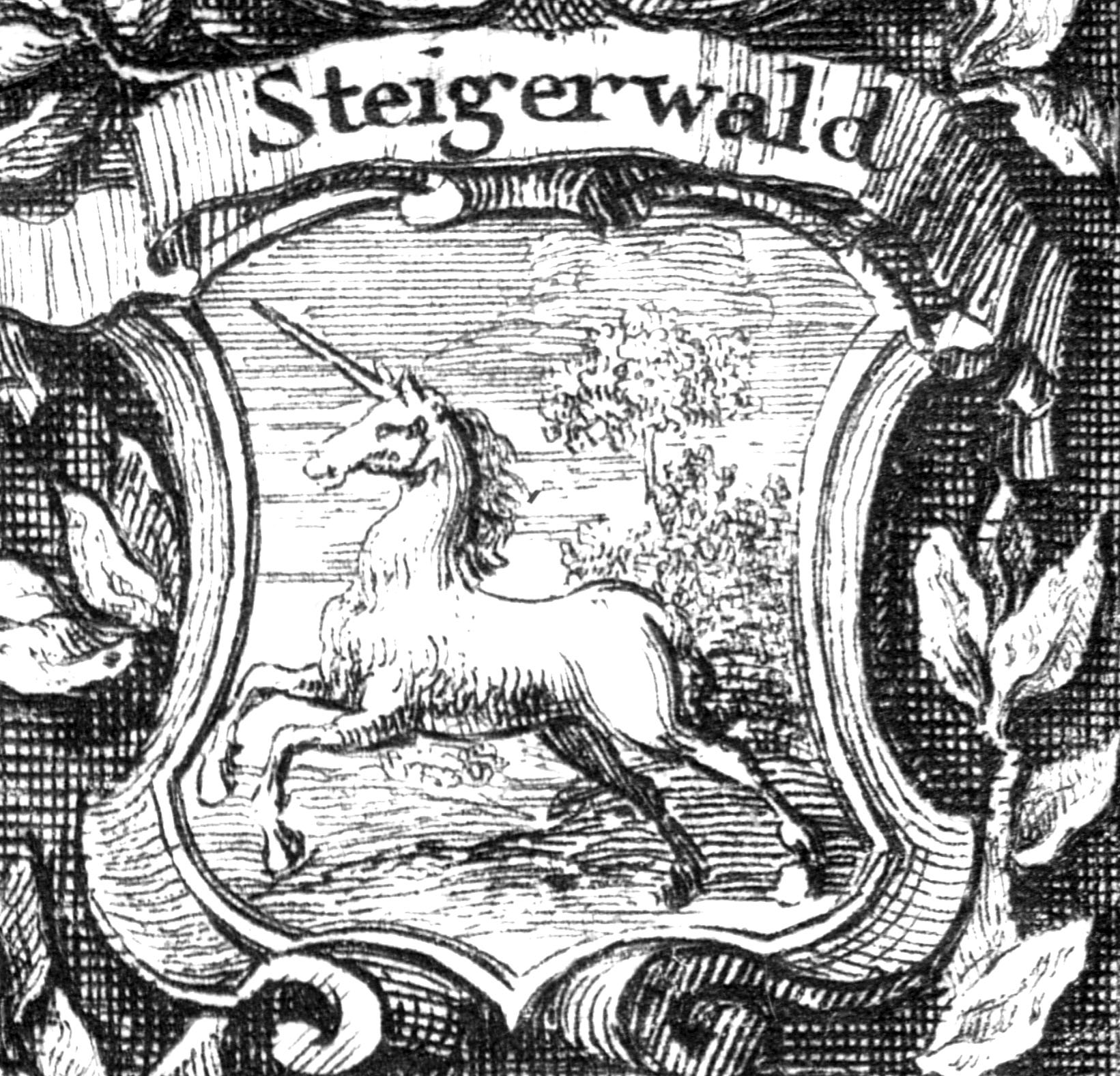
Ritterkanton Steigerwald Radierung von 1721

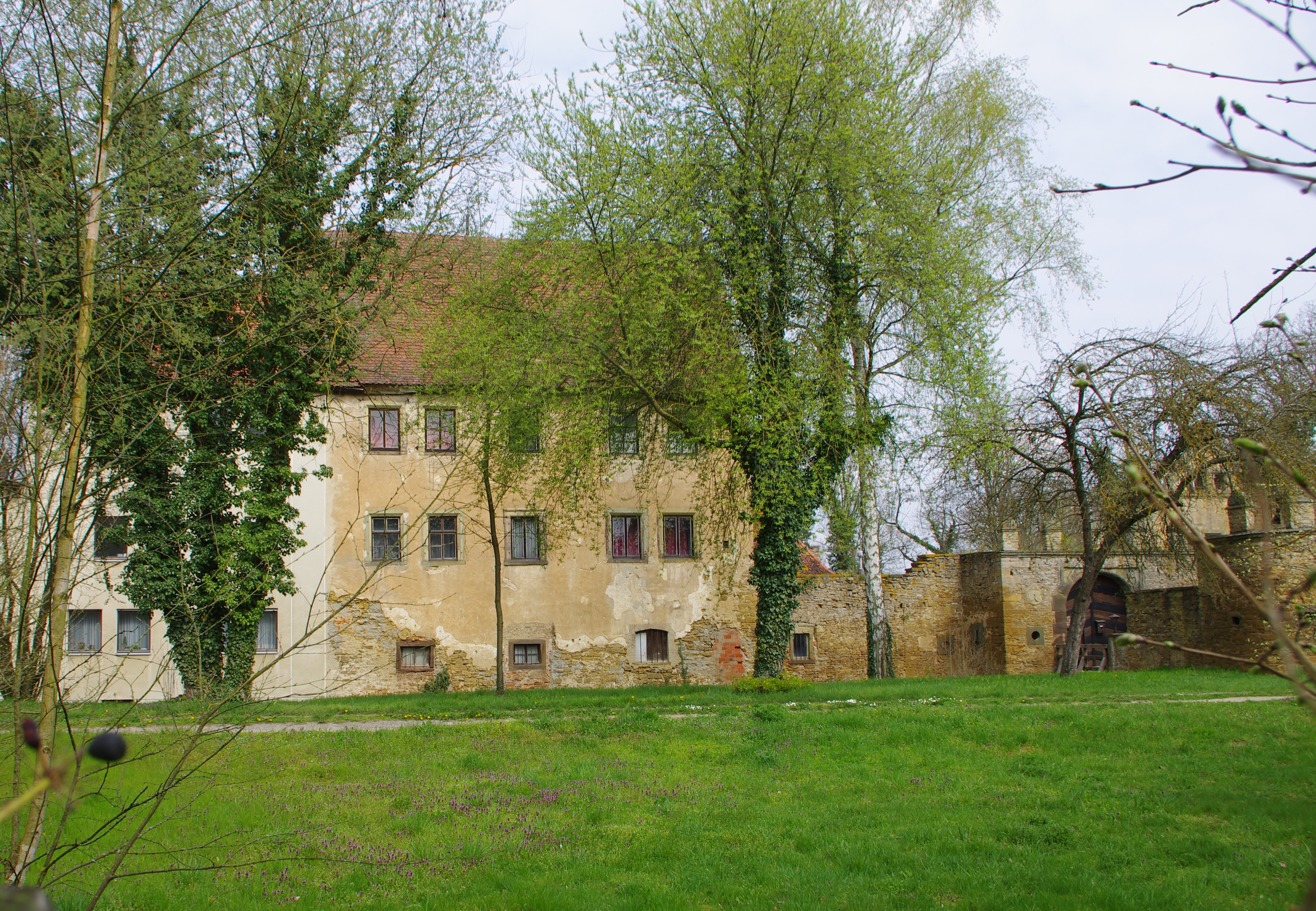
Schloss Schwebheim, Südkemenate (Kleines Schloss)

Durch Losverfahren kam Heinrich von Bibra (1527–1602) im Jahre 1571 in den Besitz von Schwebheim. Mehrere Erbfälle hatten ihn zu einem der reichsten Adeligen Frankens gemacht. Sieben Orte waren ihm komplett zinspflichtig; Zehntanteile und Zinsgüter erhielt er aus bis zu 60 Ortschaften. Schwebheim war nun reichsritterliches Dorf und gehörte zum Ritterkanton Steigerwald im Fränkischen Ritterkreis.
Die Blütezeit unter Heinrich von Bibra, der als katholischer Gutsherr für seine seit 1540 evangelischen Untertanen eine Kirche erbaute und einen Pfarrer besoldete, wurde im Dreißigjährigen Krieg jäh beendet. Zum Ende des Krieges war der Ort durch Pest und Krieg zeitweise entvölkert.
In der zweiten Hälfte des 17. Jahrhunderts war Georg Christoph von Bibra im Besitz des Schlosses. Mit seinem Tod 1687 hinterließ er fünf erbberechtigte Söhne. Über ein Losverfahren kam der auf dem Schloss geborene Johann Ernst von Bibra in Besitz von Schloss und Gut. Als Offizier in verschiedenen militärischen Diensten hielt er sich nur selten an seinem Stammsitz auf. Im Laufe seiner militärischen Karriere stieg er bis zum kaiserlichen Feldmarschallleutnant (1701), Reichsgeneralfeldmarschallleutnant (1704) und österreichischen Generalfeldzeugmeister (1704) auf.
Sein Enkel Johann Philip von Bibra († 1768) zeichnete sich als ein unbarmherziger Gutsbesitzer aus. Seine Lasten bezüglich Frondienst und Abgaben waren so hoch, dass es 1750 zum Aufruhr kam. Der Schlossherr ließ 36 Mann der katholischen fürstbischöflichen Würzburger Landmiliz einrücken und weitere 36 Grenadiere mit Offizieren der Garnison Würzburg folgten. Fast drei Wochen lang sollen die Soldaten die Dorfbewohner drangsaliert haben. Erst unter Johann Philips Söhnen kam es 1786 zu einem Vergleich, der den Dorfbewohnern Erleichterungen brachte. Von den fünf Söhnen scheint sein Sohn Ferdinand das Erbe fortgeführt zu haben, war aber wie seine Vorfahren in militärischen Diensten bis hin nach Nordamerika. Erst die letzten Lebensjahre verbrachte er auf Schloss Schwebheim.

### Späte Neuzeit
Im 18. Jahrhundert wurde Freifrau Lucretia Wilhelmine von Bibra prägend für den Ort. Sie stattete eine Baustiftung aus, die Schwebheimer Bürgern Zuschüsse und Kredite zum Hausbau gewährte, Zinsen wurden für die Dorfbrunnen und den Erhalt des Schweinfurter Tores verwendet. Eine Industrieschulstiftung diente der Unterweisung und Bildung von Mädchen.
1833 wurde Ferdinands Sohn Ernst von Bibra, ein 1806 auf dem Schloss geborener Naturwissenschaftler und Schriftsteller, Gutsherr zu Schwebheim und richtete im Schloss ein chemisches Laboratorium ein, was mit umfangreichen Umbaumaßnahmen im Innern einherging.
1848 erlosch die Herrschaft der von Bibra über den Ort.

### Einwohnerentwicklung
Im Zeitraum 1988 bis 2018 stieg die Einwohnerzahl von 3268 auf 4183 um 915 Einwohner bzw. um 28 % – der höchste prozentuale Zuwachs im Landkreis im genannten Zeitraum.
Quelle: BayLfStat

## Politik

### Gemeinderat
Das nebenstehend dargestellte Ergebnis der Kommunalwahl am 15. März 2020 führte zu folgender Sitzverteilung im Schwebheimer Gemeinderat:

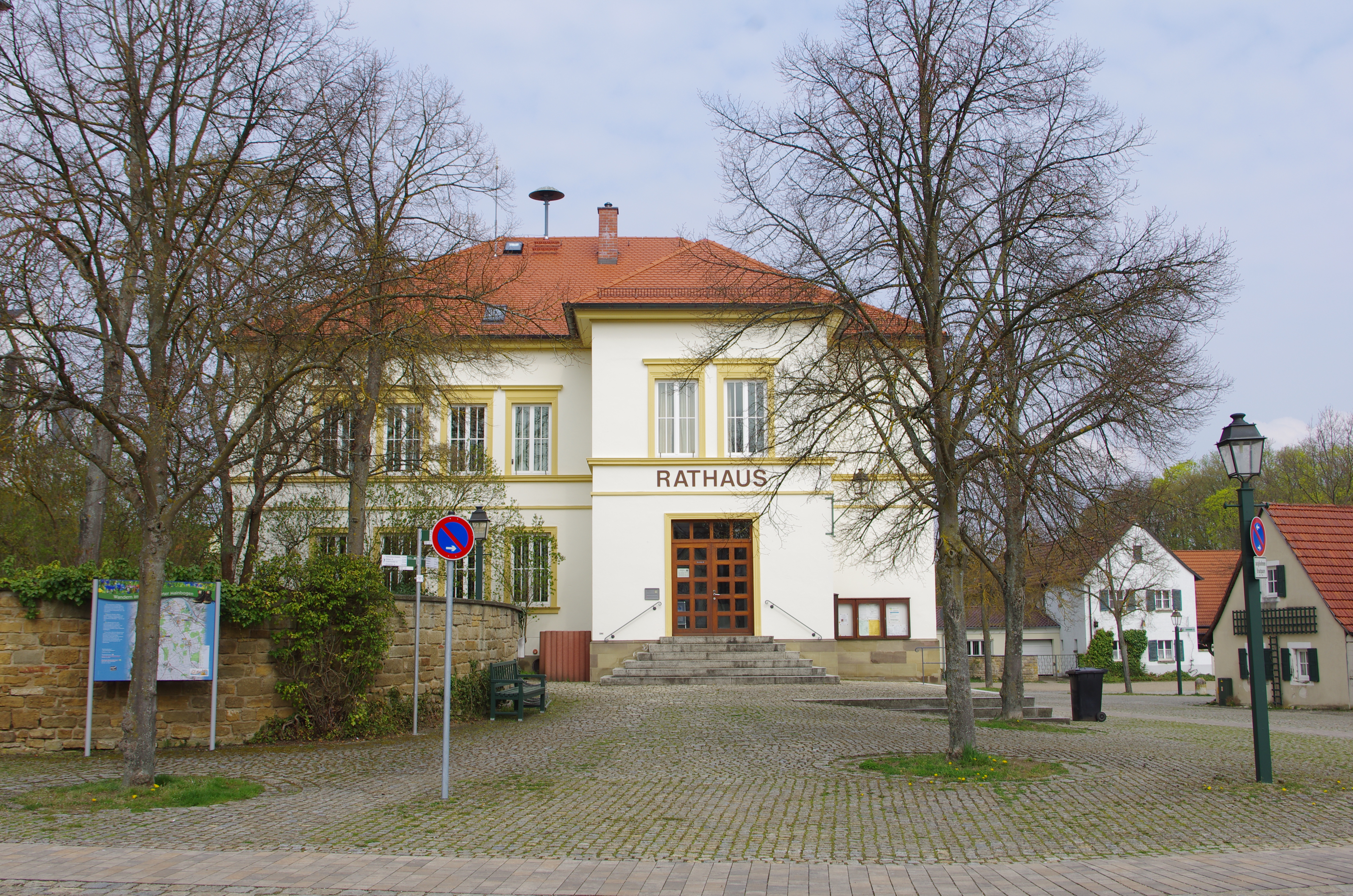
Schwebheimer Rathaus

- CSU: 8 Sitze
- SPD: 5 Sitze
- Freie Wähler: 3 Sitze

### Bürgermeister
Volker Karb (CSU) ist seit 1. Mai 2014 Bürgermeister; er wurde am 15. März 2020 bei einer Wahlbeteiligung von 65,1 % mit 72,2 % der Stimmen für weitere sechs Jahre im Amt bestätigt.

### Wappen
Bemühungen zur Annahme eines eigenen Gemeindewappens erfolgten 1983, scheiterten jedoch letztlich an der Kontroverse um die Übernahme des Bibers aus dem Familienwappen der Bibra ins Gemeindewappen.
Da die Gemeinde Schwebheim kein eigenes Wappen besitzt, hat sich im Laufe der Zeit der Rabe (auf fränkisch: „Krack“) als Symbolfigur herauskristallisiert. Nur drei weitere der 2056 Gemeinden in Bayern (Elchingen, Prebitz und Stadlern) führen kein eigenes Wappen (Stand Juli 2020).

### Interkommunale Allianz
Die Gemeinde Schwebheim gehört zur interkommunalen Allianz Schweinfurter Mainbogen (siehe: Grafenrheinfeld, Interkommunale Allianz).

### Gemeindepartnerschaften
Partnergemeinde von Schwebheim ist Poggersdorf in Kärnten.

### Patenschaften
1985 wurde die Patenschaft für die vertriebenen Sudetendeutschen aus der Gemeinde Miltigau im Kreis Marienbad übernommen.

## Kultur und Sehenswürdigkeiten

### Museum

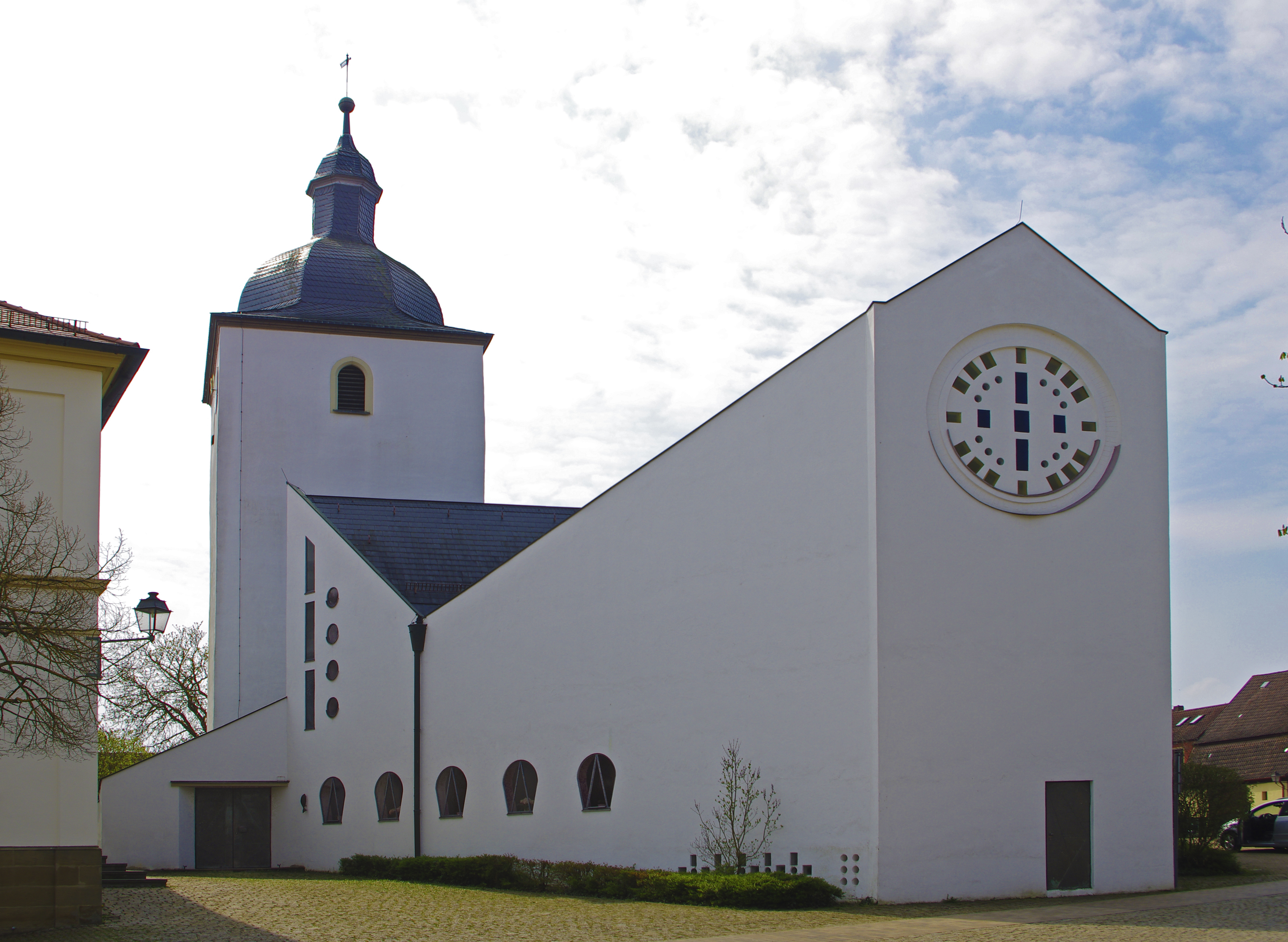
Auferstehungskirche

- Museum im Wirtschaftshof vom Schloss Schwebheim

### Bauwerke
- Schwebheimer Schloss der von Bibra; in Privatbesitz
- Auferstehungskirche; 1956/7 nach Plänen von Olaf Andreas Gulbransson durch Erweiterung der alten Dorfkirche von 1576 entstanden
- Katholische Kirche Sankt Hedwig; 1976 nach Plänen von Josef Martl gebaut
- Erstes „Einheitliches Wiedervereinigungsdenkmal“ in Deutschland nach der Idee von Werner Erhardt aus Wunsiedel unter der Schirmherrschaft der Bundeskanzlerin Angela Merkel, bestehend aus einer Baumgruppe mit Buche, Kiefer und Eiche, die die alte Bundesrepublik, die DDR und das wiedervereinigte Deutschland repräsentieren.[14]

### Bau- und Bodendenkmäler

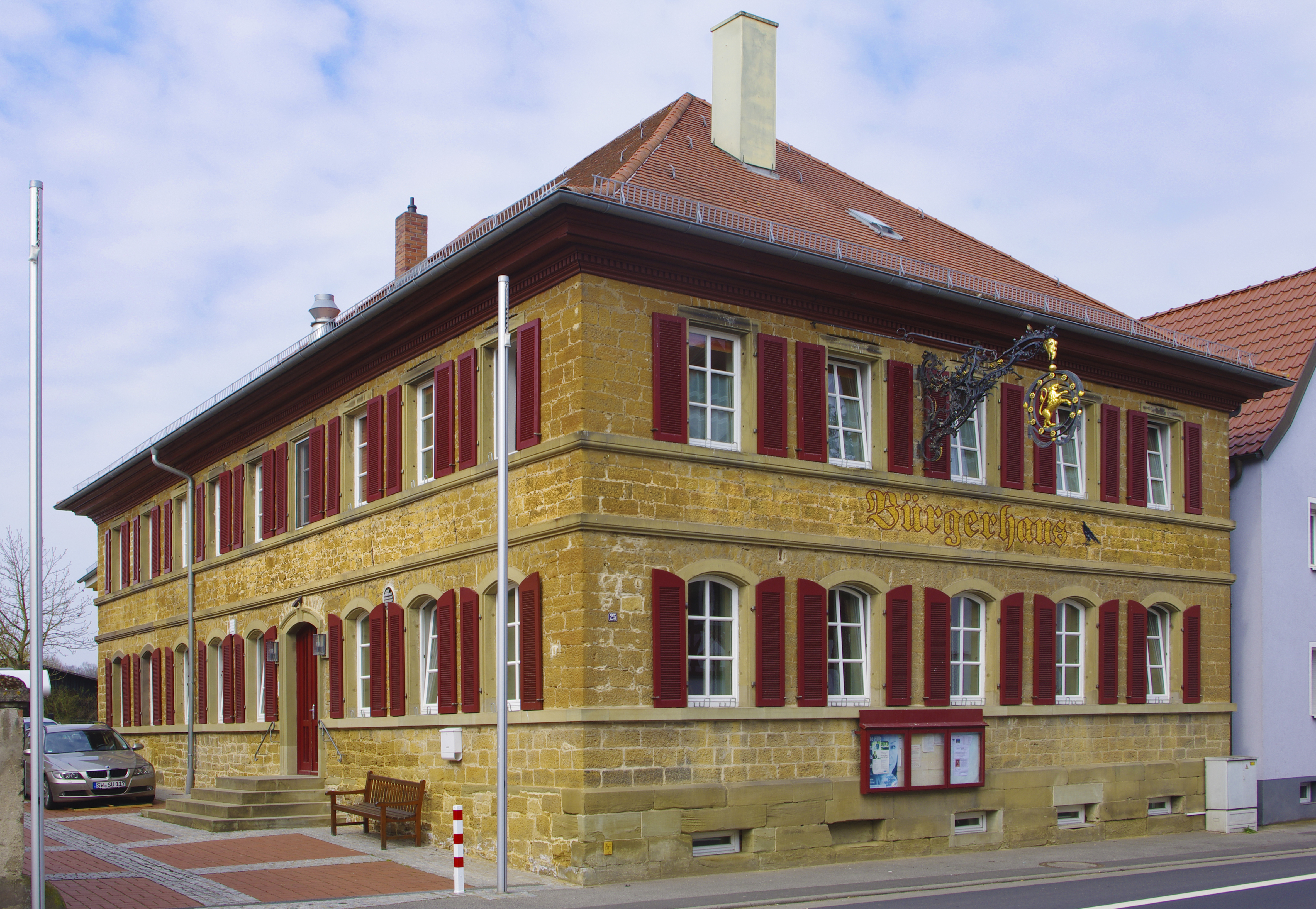
„Bürgerhaus“ in der Hauptstraße 25
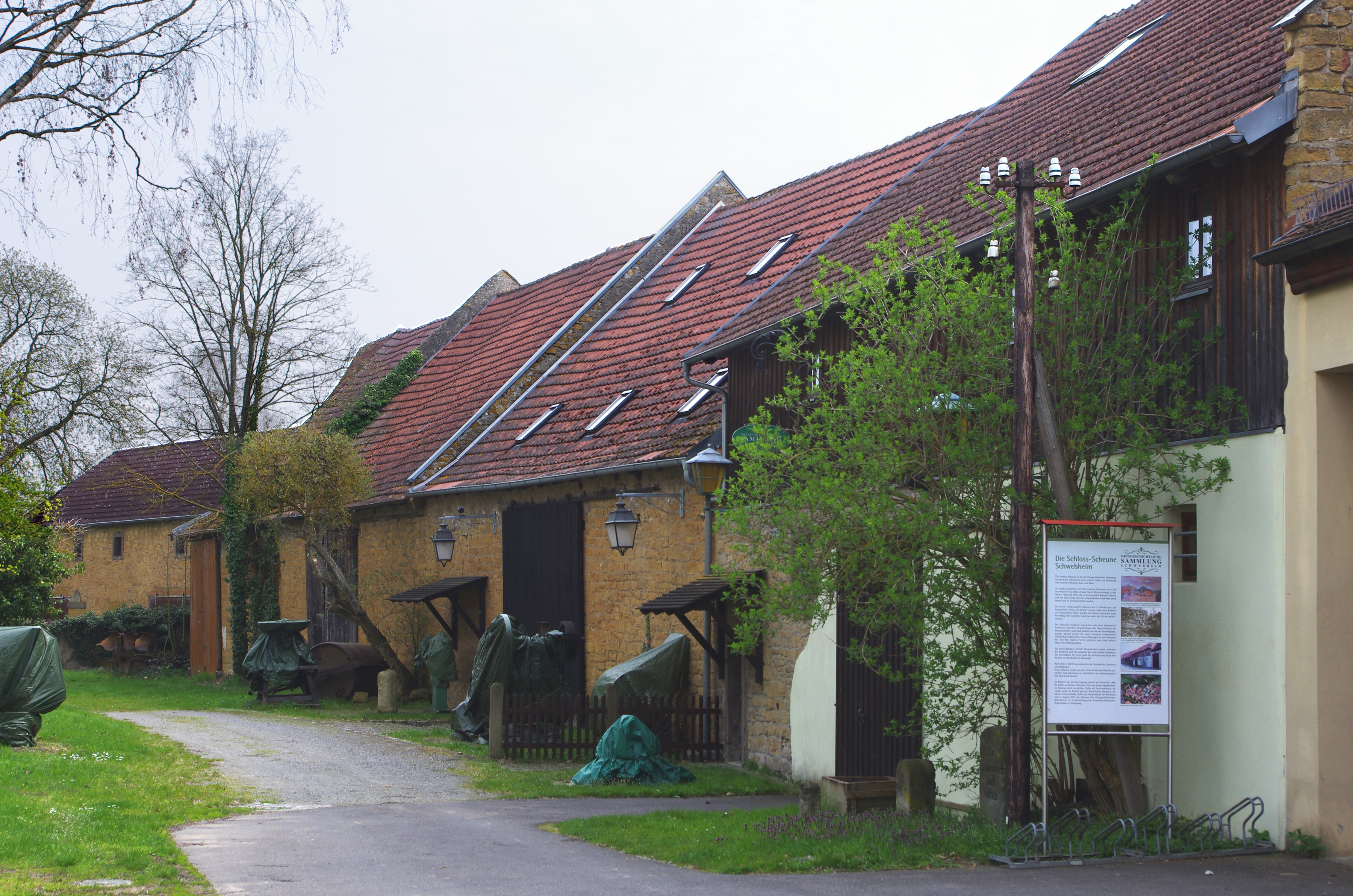
Schloss Schwebheim, Wirtschaftshof, heute Museum
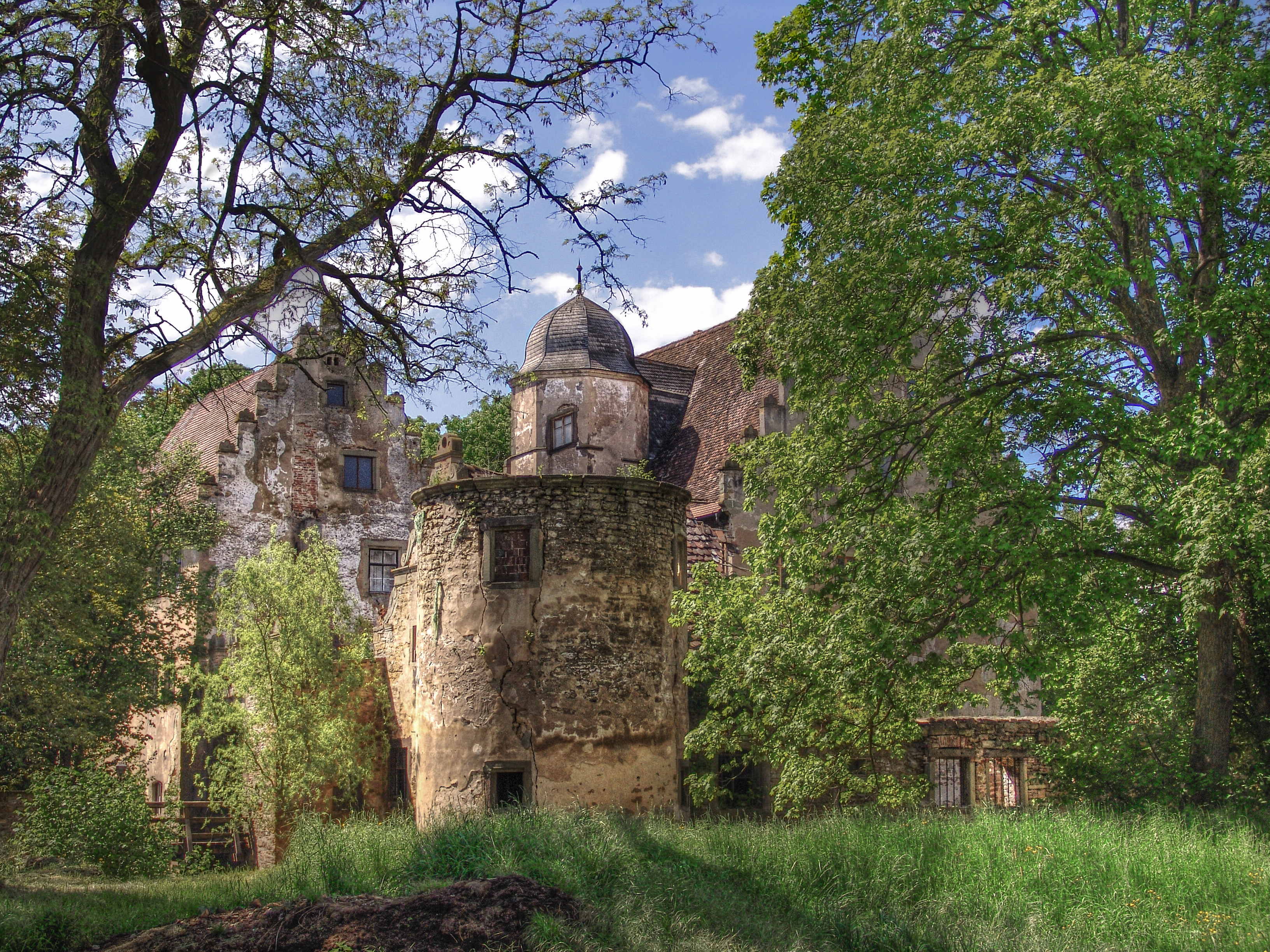
Schloss im Jahre 2007
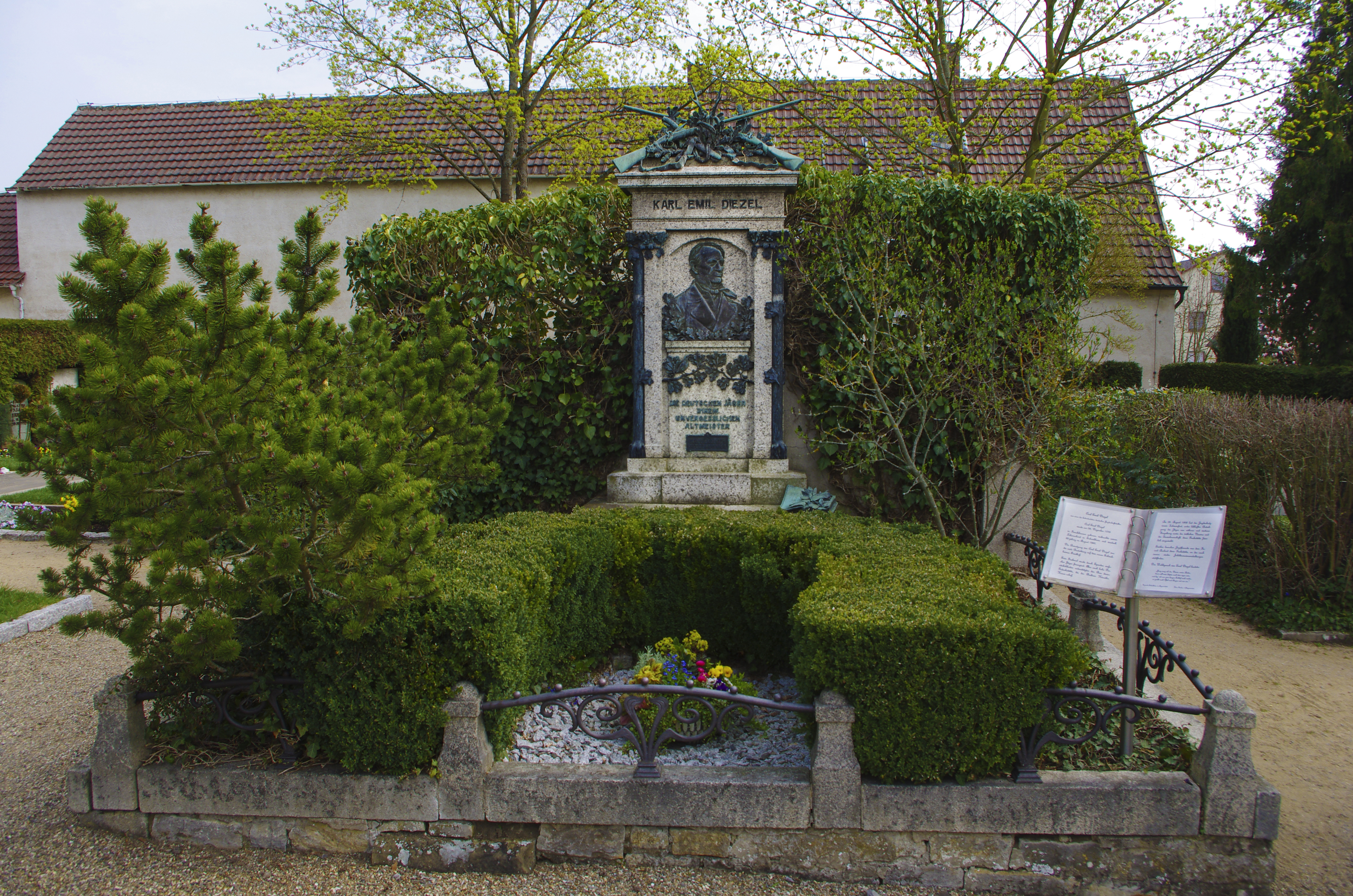
Grabdenkmal für Carl Emil Diezel im Schwebheimer Friedhof

## Sport
- TSV 04 Schwebheim
- Skateanlage

## Wirtschaft
In Schwebheim sind Logistik, mir drei Logistikzentren von Schäflein, Bootshandel (Pfister) und Fahrzeugbau (Möslein Fahrzeugbau) ansässig. Zahlreiche Wagen des Kölner Rosenmontagszugs kamen aus Schwebheim.
Mehrere Kräuterfirmen am Ort verarbeiten, teilweise seit dem 19. Jahrhundert, bis zu 40 Arten von Pflanzen zu Arzneimitteln und zu Gewürzen. Auch die Kneipp GmbH wird von Schwebheim mit Kräutern beliefert.

## Infrastruktur

### Verkehr
Schwebheim hat Anbindung an die hier vierstreifige B 286 mit eigener Abfahrt. Unweit nördlich liegt das Schweinfurter Kreuz, an dem die B 286 die Bundesautobahn 70 kreuzt. Parallel zur B 286 läuft längs durch das Straßendorf die Staatsstraße 2271 als Hauptachse des Ortes.

### Öffentliche Einrichtungen
- Heidekindergarten
- Schlosskindergarten
- Hallenbad / Solarium
- Gemeindebibliothek
- Tierheim
- Jugendtreff
- Bürgerhaus

### Bildung
- Grundschule
- Heideschule zur individuellen Lernförderung
- Außenstelle der Volkshochschule Schweinfurt
- Außenstelle der Musikschule Schweinfurt

## Persönlichkeiten

### Söhne und Töchter der Gemeinde
- Johann Ernst Freiherr von Bibra (1662–1705) österreichischer Generalfeldzeugmeister
- Ernst von Bibra (1806–1878), Naturforscher und Schriftsteller
- Alexander Sussmann Adler (1816–1869), Rabbiner und Abgeordneter der Bürgerschaft in Lübeck
- Abraham Adler (1850–1922), Volkswirt

### Persönlichkeiten mit Bezug zu Schwebheim
- Carl Emil Diezel (1779–1860), Jagdschriftsteller, verlebte die letzten Lebensjahre in Schwebheim und ist dort begraben.